# Cross-cutting concern
Cross-cutting concern (наскрізна відповідальність) — функціональність яку важко виокремити в окремий модуль, і яка описується в кожному. Це ключове поняття аспектно-орієнтованого програмування.
Зазвичай програмне забезпечення розбивають на модулі за функціями які воно виконує, наприклад різні частини сайту описуються різними модулями. Проте такі функції як авторизація, логування, транзакції бази даних можуть повторюватись в кожному модулі, тому якщо систему логування треба буде замінити — її доведеться замінювати всюди в проекті.

## Зноски
1. ↑  Chapter 17: Crosscutting Concerns. MSDN. Архів оригіналу за 7 листопада 2016. Процитовано 6 листопада 2016.
2. ↑  design patterns - Cross cutting concern example - Stack Overflow. StackOverflow. Архів оригіналу за 7 листопада 2016. Процитовано 6 листопада 2016.
3. ↑  aop - What is aspect-oriented programming? - Stack Overflow. StackOverflow. Архів оригіналу за 7 листопада 2016. Процитовано 6 листопада 2016.